# Lahausen
Lahausen ist ein Ortsteil der Gemeinde Weyhe im niedersächsischen Landkreis Diepholz. Am 31. Dezember 2005 hatte Lahausen 4.046 Einwohner, 2016 waren es 3.681.

## Geografie

### Lage
Lahausen liegt direkt angrenzend an Kirchweyhe im südlichen Bereich der Gemeinde Weyhe. Lahausen wird von der DB-Strecke Bremen-Osnabrück in zwei Teile geteilt, zwischen denen keine direkte Verbindung besteht; nördlich besteht eine Verbindung über die Brücke der L 335 (nur Kraftfahrzeuge) und durch den Fußgänger-/Fahrradtunnel am Bahnhof Kirchweyhe, südlich etwas außerhalb die Brücke Hahnenfelder Weg.

### Flüsse
Die Hache bildet größtenteils die östliche Ortsteilgrenze zu den Weyher Ortsteilen Sudweyhe und Jeebel.

### Nachbargemeinden
Nachbarorte sind – von Norden aus im Uhrzeigersinn – die Weyher Ortsteile Leeste, Kirchweyhe, Sudweyhe, Jeebel, der Syker Ortsteil Barrien und der Weyher Ortsteil Melchiorshausen.

## Geschichte
In Lahausen wurde 1660 eine Kapelle gebaut und ein Friedhof angelegt (vermutlich beim früheren Hachebrook oder bei der alten Häuslingsweide an der Hache).

Eine Kirchschule wurde 1751 erwähnt und 1860 erhält der Ort eine neue Volksschule, die 1917 abbrennt.

1807 bzw. 1826 fand eine Aufteilung des Barrier Bruchs unter den Dörfern Barrien, Lahausen und Jeebel statt.

Die Kleinbahn Bremen-Thedinghausen wurde 1910 eröffnet. Die Hachewiesen Ent- und Bewässerungsgenossenschaft Kirchweyhe-Lahausen entstand 1917. 1933 gründete sich der Schützenverein Lahausen, 1948 der  Schwimmverein Sturmwelle Lahausen-Jeebel und 1949 der TSV Lahausen (seit 1976 TSV Weyhe-Lahausen). 1981 wurde der Sportplatz am Meyerkamp aufgegeben.
Bis zum 1. März 1974 gehörte Lahausen zusammen mit Kirchweyhe und Dreye zur bis dahin selbstständigen Gemeinde Kirchweyhe. Dann wurden die Gemeinden Kirchweyhe, Sudweyhe und Leeste zur Einheitsgemeinde Weyhe zusammengefasst.

## Sehenswürdigkeiten

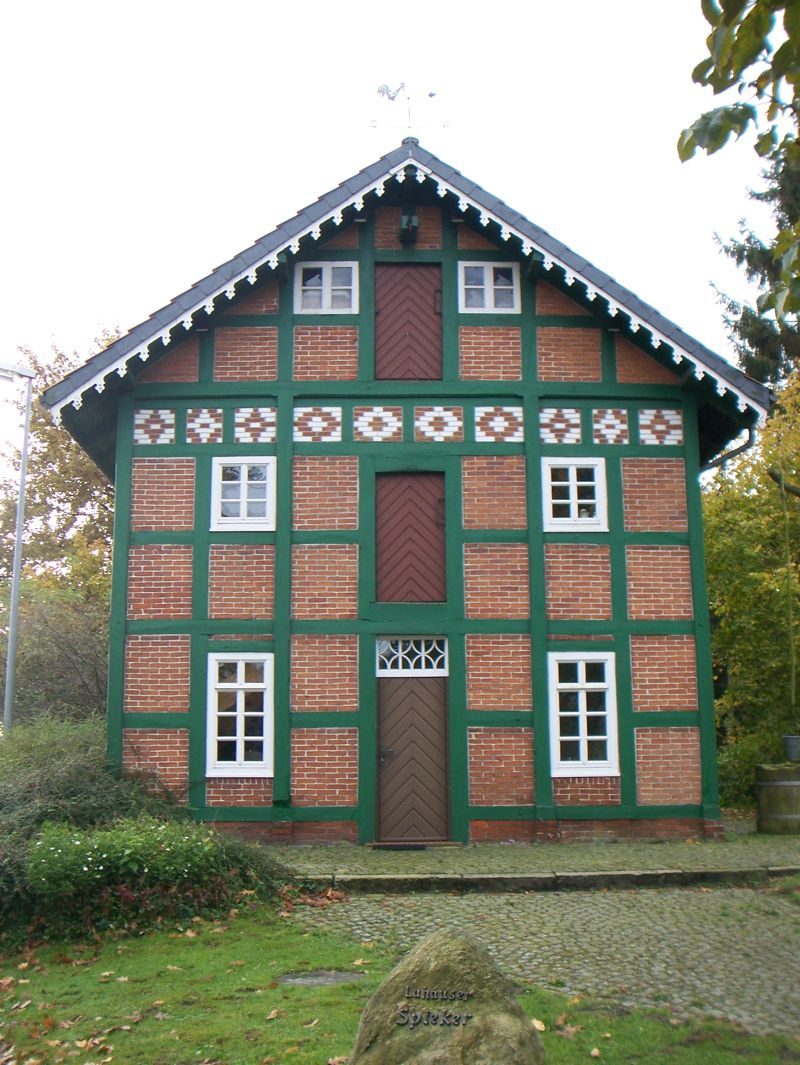
Lahauser Spieker

In der Liste der Baudenkmale in Weyhe ist für Lahausen ein Baudenkmal aufgeführt:
- Der Lahauser Spieker von 1880, ein Fachwerkhaus als Spieker (= Speicher), dient seit 1990 als Kulturhaus für Veranstaltungen und Probenraum für die Lahauser Bühne.